# Marius Holtet
Marius Holtet (født 31. august 1984) er en norsk tidligere ishockeyspiller. Han blev  drafted af Dallas Stars i 2. runde (42. valg samlet) i NHL Entry Draft 2002 og underskrev en kontrakt med Dallas samme år. Han spillede det meste af sin karriere for Färjestad BK i SHL og opholdt sig hos Dallas Stars landmandsteam Houston Eros og Iowa Stars i American Hockey Liga (AHL).
Holtet har også spillet officielle A-nationale kampe for Norge og har repræsenteret Norge under  Vinter-OL 2010.

## Klubkarriere
Han gik til Sverige og Färjestad i en ung alder. Blev udarbejdet af Dallas Stars i 2. runde (i alt 42. valg) i 2002 og underskrev en kontrakt med Dallas samme år. Han spillede for klubbens landmandshold i AHL i tre sæsoner, før han vendte tilbage til Färjestad og underskrev en to-årig kontrakt forud for sæsonen 2008-09.

## Eksterne links
- Norske NHL-poster
- Norskfødte spillere udarbejdet af NHL-hold